# Thegan
Thegan (* vor 800; † 20. März zwischen 849 und 852; auch Theganbert oder Degan, latinisiert Theganbertus) war ein fränkischer Geistlicher und Biograf Ludwigs des Frommen.

## Leben
Thegan (althochdeutsch „Streiter“) oder auch Theganbert (althochdeutsch „der berühmte Streiter“) stammte aus einem vornehmen fränkischen Geschlecht und erhielt seine Ausbildung zum Kleriker vermutlich im Kloster Lorsch. Anschließend, nicht vor 814, war er Chorbischof in Trier und spätestens 842 Propst des Cassius-Stifts in Bonn. 848 letztmals erwähnt, erscheint in einer Urkunde für das Bonner Stift vom 1. Juli 853 Rutgar anstelle von Thegan als Propst; daraus schließt man, dass Thegan zwischen 849 und 852 verstorben ist. Sein Todestag, der 20. März, wird im ältesten Nekrolog des Klosters St. Maximin bei Trier überliefert.

## Werk
835/37 verfasste Thegan eine Biografie Kaiser Ludwigs des Frommen, die Gesta Hludowici („Die Taten Ludwigs“). Die Darstellung reicht bis zum Sommer 835. Ein anonymer Fortsetzer, wohl aus dem Stift St. Kastor in Koblenz, ergänzte die Jahre 836 und 837.
Auf schriftliche Quellen hat sich Thegan kaum gestützt, sondern vor allem auf Augenzeugenberichte befreundeter Äbte (Adalung von Lorsch, Grimald von Weißenburg, Markward von Prüm). Außerdem kannte Thegan Einhards Vita Karoli und orientierte sich bei der Gestaltung seines Werkes an ihr, konnte aber deren literarische Qualität nicht erreichen.
Thegans Gesta Hludowici sind passagenweise bewusst parteiisch. Thegan war tief empört über die Absetzung des nach seinem Verständnis von Gott eingesetzten Kaisers Ludwigs des Frommen. Daher ist es das Hauptmotiv seines Werkes, Ludwig – der bei Abfassung der Biografie noch regierte – gegen seine Kritiker zu verteidigen. Außerdem übt Thegan scharfe Kritik an den Geistlichen, die an der Absetzung Ludwigs beteiligt waren, vor allem Erzbischof Ebo von Reims. Der war zwar im Frühjahr 835 bereits seines Amtes enthoben worden, es bestand aber noch die Möglichkeit seiner Rückkehr auf den Erzbischofsstuhl von Reims, und dies versuchte Thegan mit dem Nachweis von Ebos Unwürdigkeit zu verhindern.
In den nicht tendenziösen Passagen wird der Quellenwert von Thegans Ludwigsbiografie sehr hoch eingeschätzt. So haben Thegans Gesta Hludowici auch das Bild Ludwigs des Frommen bis heute stark geprägt. Bereits der berühmte Reichenauer Abt Walahfrid Strabo teilte 840/49 Thegans Gesta Hludowici in Kapitel ein und verfasste ein kurzes Vorwort, in dem er sich von Thegans hitziger Polemik und seinem uneleganten Latein distanzierte, das Werk aber sonst als wertvoll einstufte.

## Ausgabe
- Ernst Tremp (Hrsg.): Scriptores rerum Germanicarum in usum scholarum separatim editi 64: Thegan, Die Taten Kaiser Ludwigs (Gesta Hludowici imperatoris). Astronomus, Das Leben Kaiser Ludwigs (Vita Hludowici imperatoris). Hannover 1995 (Monumenta Germaniae Historica, Digitalisat)
- Reinhold Rau (Übers.): Thegan Leben Kaiser Ludwigs. In: Reinhold Rau (Hrsg.): Quellen zur karolingischen Reichsgeschichte. Erster Teil (Ausgewählte Quellen zur deutschen Geschichte des Mittelalters 5). Darmstadt 1974, S. 216–253.